# Золото-Балківська волость
Золото-Балківська волость — історична адміністративно-територіальна одиниця Херсонського повіту Херсонської губернії.
Станом на 1886 рік — складалася з 7 поселень, 7 сільської громади. Населення — 3052 осіб (1543 осіб чоловічої статі та 1509 — жіночої), 542 дворових господарства.
|                     | Площа, десятин | У тому числі орної, дес. |
| ------------------- | -------------- | ------------------------ |
| Сільських громад    | 4203           | 2775                     |
| Приватної власності | 47839          | 10000                    |
| Казенної власності  | 3135           | 1270                     |
| Іншої власності     | 120            | 120                      |
| Загалом             | 55297          | 14165                    |

Найбільше поселення волості:
- Золота Балка — село при річці Дніпро за 133 версти від повітового міста, 835 осіб, 161 двір, православна церква, школа. За 7 верст — недіючий пивоваренний завод. За 12 верст — поштова та земська станція. За 13 верст — цегельний завод.
- Гаврилівка (Єреміна) — село при річці Підпільній, 372 особи, 68 дворів, лавка.
- Малі Гирла — село при річці Дніпро, 390 осіб, 79 дворів, пристань російського товариства пароплавства та торгівлі, постоялий двір.
- Леонтіївка — село при річці Дніпро, 481 особа, 74 двори, лавка.
- Фірсівка — село при річці Дніпро, 625 осіб, 97 дворів.